# Junakiwka
Junakiwka  (ukr. Юнаківка, ros. Юнаковка) – wieś we wschodniej Ukrainie, w rejonie sumskim obwodu sumskiego.

## Geografia
Miejscowość położona jest u źródła rzeki Łoknia, 18 km do najbliższego miasta (Sudża), 28 km od centrum administracyjnego rejonu i całego obwodu (Sumy).

## Demografia
W 2023 r. miejscowość liczyła sobie 1240 mieszkańców.